# Яркулов Алім Олексійович
Алі́м Олексі́йович Ярку́лов — капітан Збройних сил України, 1-ша президентська штурмова бригада оперативного призначення НГУ імені Гетьмана Петра Дорошенка "Буревій",  батальйон Національної гвардії ім. Кульчицького.

## Нагороди
За особисту мужність і героїзм, виявлені у захисті державного суверенітету та територіальної цілісності України, вірність військовій присязі під час російсько-української війни нагороджений
- орденом Данила Галицького (13.03.2015).